# 12e étape du Tour d'Espagne 2024
Pour un article plus général, voir Tour d'Espagne 2024.
La 12e étape du Tour d'Espagne 2024 se déroule le jeudi 29 août 2024 entre Ourense Termal et Manzaneda en Galice, sur une distance de 137,5 km.

## Parcours
Cette troisième étape galicienne parcourt un relief vallonné sans aucun col répertorié jusqu'à la montée finale de 16 kilomètres vers la station de montagne de Manzaneda où l'arrivée est jugée au sommet d'un col de 1re catégorie à l'altitude de 1 492 m. Cette courte étape de 137,5 kilomètres pourrait permettre à une échappée de se former puis de tenter de résister au retour des favoris lors de la montée finale.

## Déroulement de la course
Après 26 kilomètres de course, neuf hommes constituent l'échappée du jour. Il s'agit de Marc Soler (UAE Team Emirates), Óscar Rodríguez (Ineos Grenadiers), Mauri Vansevenant (T-Rex Quick-Step), Carlos Verona (Lidl-Trek), Mauro Schmid (Jayco AlUla), Louis Meintjes (Intermarché-Wanty), Max Poole (DSM-Firmenich-PostNL), Harold Tejada (Astana Qazaqstan) et Pablo Castrillo (Kern Pharma). Ils sont rejoints une vingtaine de kilomètres plus loin par Jhonatan Narváez (Ineos Grenadiers). Ce groupe désormais composé de dix coureurs creusent un gros écart sur le peloton pour atteindre un avantage de plus de 10 minutes à 45 kilomètres de l'arrivée.
Au pied de l'ascension finale de 15,4 km vers Manzaneda, les fuyards comptent encore une avance d'un peu plus de 7 minutes sur le peloton. Dans le groupe de tête, les attaques fusent dès les premières pentes. Verona puis Castrillo tentent leur chance. Progressivement, Pablo Castrillo réussit à prendre ses distances et remporte l'étape évitant le retour de Max Poole. Les favoris se neutralisent et arrivent groupés à plus de six minutes du vainqueur.

## Résultats

### Classement de l'étape
| \| Classement de l'étape \| Classement de l'étape \| Classement de l'étape \| Classement de l'étape \| Classement de l'étape \| \| Coureur \| Coureur \| Pays \| Équipe \| Temps \| \| --------------------- \| ---------------------------- \| --------------------- \| ------------------------- \| --------------------- \| \| 1er \| Pablo Castrillo \| Espagne \| Equipo Kern Pharma \| 3 h 36 min 12 s \| \| 2e \| Max Poole \| Royaume-Uni \| Team dsm-firmenich PostNL \| + 8 s \| \| 3e \| Marc Soler \| Espagne \| UAE Team Emirates \| + 16 s \| \| 4e \| Mauro Schmid \| Suisse \| Team Jayco AlUla \| + 23 s \| \| 5e \| Jhonatan Narváez \| Équateur \| Ineos Grenadiers \| + 34 s \| \| 6e \| Mauri Vansevenant \| Belgique \| Soudal Quick-Step \| + 40 s \| \| 7e \| Harold Tejada \| Colombie \| Astana Qazaqstan Team \| + 49 s \| \| 8e \| Carlos Verona \| Espagne \| Lidl-Trek \| + 1 min 03 s \| \| 9e \| Louis Meintjes \| Afrique du Sud \| Intermarché-Wanty \| + 1 min 14 s \| \| 10e \| Óscar Rodríguez Garaicoechea \| Espagne \| Ineos Grenadiers \| + 1 min 52 s \| |                              |                |                           |                 |
| |                              |                |                           |                 |
| Source : ProCyclingStats |                              |                |                           |                 |
| Classement de l'étape |                              |                |                           |                 |
| Coureur | Coureur                      | Pays           | Équipe                    | Temps           |
| 1er | Pablo Castrillo              | Espagne        | Equipo Kern Pharma        | 3 h 36 min 12 s |
| 2e | Max Poole                    | Royaume-Uni    | Team dsm-firmenich PostNL | + 8 s           |
| 3e | Marc Soler                   | Espagne        | UAE Team Emirates         | + 16 s          |
| 4e | Mauro Schmid                 | Suisse         | Team Jayco AlUla          | + 23 s          |
| 5e | Jhonatan Narváez             | Équateur       | Ineos Grenadiers          | + 34 s          |
| 6e | Mauri Vansevenant            | Belgique       | Soudal Quick-Step         | + 40 s          |
| 7e | Harold Tejada                | Colombie       | Astana Qazaqstan Team     | + 49 s          |
| 8e | Carlos Verona                | Espagne        | Lidl-Trek                 | + 1 min 03 s    |
| 9e | Louis Meintjes               | Afrique du Sud | Intermarché-Wanty         | + 1 min 14 s    |
| 10e | Óscar Rodríguez Garaicoechea | Espagne        | Ineos Grenadiers          | + 1 min 52 s    |

### Points attribués pour le classement par points
| Sprint intermédiaire Sas de Penelas (km 101,1) | Sprint intermédiaire Sas de Penelas (km 101,1) | Sprint intermédiaire Sas de Penelas (km 101,1) | Sprint intermédiaire Sas de Penelas (km 101,1) | Sprint intermédiaire Sas de Penelas (km 101,1) |
| ---------------------------------------------- | ---------------------------------------------- | ---------------------------------------------- | ---------------------------------------------- | ---------------------------------------------- |
|                                                | Coureur                                        | Pays                                           | Équipe                                         | Point(s)                                       |
| 1er                                            | Mauri Vansevenant                              | Belgique                                       | Soudal Quick-Step                              | 20                                             |
| 2e                                             | Carlos Verona                                  | Espagne                                        | Lidl-Trek                                      | 17                                             |
| 3e                                             | Harold Tejada                                  | Colombie                                       | Astana Qazaqstan Team                          | 15                                             |
| 4e                                             | Louis Meintjes                                 | Afrique du Sud                                 | Intermarché-Wanty                              | 13                                             |
| 5e                                             | Pablo Castrillo                                | Espagne                                        | Equipo Kern Pharma                             | 10                                             |
| modifier                                       |                                                |                                                |                                                |                                                |

| Arrivée d'étape Estacion de Montaña de Manzaneda (km 137,5) | Arrivée d'étape Estacion de Montaña de Manzaneda (km 137,5) | Arrivée d'étape Estacion de Montaña de Manzaneda (km 137,5) | Arrivée d'étape Estacion de Montaña de Manzaneda (km 137,5) | Arrivée d'étape Estacion de Montaña de Manzaneda (km 137,5) |
| ----------------------------------------------------------- | ----------------------------------------------------------- | ----------------------------------------------------------- | ----------------------------------------------------------- | ----------------------------------------------------------- |
|                                                             | Coureur                                                     | Pays                                                        | Équipe                                                      | Point(s)                                                    |
| 1er                                                         | Pablo Castrillo                                             | Espagne                                                     | Equipo Kern Pharma                                          | 30                                                          |
| 2e                                                          | Max Poole                                                   | Grande-Bretagne                                             | Team dsm-firmenich PostNL                                   | 25                                                          |
| 3e                                                          | Marc Soler                                                  | Espagne                                                     | UAE Team Emirates                                           | 22                                                          |
| 4e                                                          | Mauro Schmid                                                | Suisse                                                      | Team Jayco AlUla                                            | 19                                                          |
| 5e                                                          | Jhonatan Narváez                                            | Équateur                                                    | Ineos Grenadiers                                            | 17                                                          |
| 6e                                                          | Mauri Vansevenant                                           | Belgique                                                    | Soudal Quick-Step                                           | 15                                                          |
| 7e                                                          | Harold Tejada                                               | Colombie                                                    | Astana Qazaqstan Team                                       | 13                                                          |
| 8e                                                          | Carlos Verona                                               | Espagne                                                     | Lidl-Trek                                                   | 11                                                          |
| 9e                                                          | Louis Meintjes                                              | Afrique du Sud                                              | Intermarché-Wanty                                           | 9                                                           |
| 10e                                                         | Óscar Rodríguez Garaicoechea                                | Espagne                                                     | Ineos Grenadiers                                            | 7                                                           |
| 11e                                                         | Mattias Skjelmose                                           | Danemark                                                    | Lidl-Trek                                                   | 6                                                           |
| 12e                                                         | Felix Gall                                                  | Autriche                                                    | Decathlon-AG2R La Mondiale                                  | 5                                                           |
| 13e                                                         | Pavel Sivakov                                               | France                                                      | UAE Team Emirates                                           | 4                                                           |
| 14e                                                         | Ben O'Connor                                                | Australie                                                   | Decathlon-AG2R La Mondiale                                  | 3                                                           |
| 15e                                                         | Enric Mas                                                   | Espagne                                                     | Movistar Team                                               | 2                                                           |
| modifier                                                    |                                                             |                                                             |                                                             |                                                             |

### Points attribués pour le classement du meilleur grimpeur
| \| Estacion de Montaña de Manzaneda (km 137,5) 1re catégorie (15,4 km à 4,7%) \| Estacion de Montaña de Manzaneda (km 137,5) 1re catégorie (15,4 km à 4,7%) \| Estacion de Montaña de Manzaneda (km 137,5) 1re catégorie (15,4 km à 4,7%) \| Estacion de Montaña de Manzaneda (km 137,5) 1re catégorie (15,4 km à 4,7%) \| Estacion de Montaña de Manzaneda (km 137,5) 1re catégorie (15,4 km à 4,7%) \| \| -------------------------------------------------------------------------- \| -------------------------------------------------------------------------- \| -------------------------------------------------------------------------- \| -------------------------------------------------------------------------- \| -------------------------------------------------------------------------- \| \| \| Coureur \| Pays \| Équipe \| Point(s) \| \| 1er \| Pablo Castrillo \| Espagne \| Equipo Kern Pharma \| 10 \| \| 2e \| Max Poole \| Grande-Bretagne \| Team dsm-firmenich PostNL \| 6 \| \| 3e \| Marc Soler \| Espagne \| UAE Team Emirates \| 4 \| \| 4e \| Mauro Schmid \| Suisse \| Team Jayco AlUla \| 2 \| \| 5e \| Jhonatan Narváez \| Équateur \| Ineos Grenadiers \| 1 \| \| modifier \| \| \| \| \| |                  |                 |                           |          |
| Estacion de Montaña de Manzaneda (km 137,5) 1re catégorie (15,4 km à 4,7%) |                  |                 |                           |          |
| | Coureur          | Pays            | Équipe                    | Point(s) |
| 1er | Pablo Castrillo  | Espagne         | Equipo Kern Pharma        | 10       |
| 2e | Max Poole        | Grande-Bretagne | Team dsm-firmenich PostNL | 6        |
| 3e | Marc Soler       | Espagne         | UAE Team Emirates         | 4        |
| 4e | Mauro Schmid     | Suisse          | Team Jayco AlUla          | 2        |
| 5e | Jhonatan Narváez | Équateur        | Ineos Grenadiers          | 1        |
| modifier |                  |                 |                           |          |

### Bonifications
|   | Coureur           | Pays     | Équipe                | Secondes |
| - | ----------------- | -------- | --------------------- | -------- |
| 1 | Mauri Vansevenant | Belgique | Soudal Quick-Step     | 6 s      |
| 2 | Carlos Verona     | Espagne  | Lidl-Trek             | 4 s      |
| 3 | Harold Tejada     | Colombie | Astana Qazaqstan Team | 2 s      |

|   | Coureur         | Pays            | Équipe                    | Secondes |
| - | --------------- | --------------- | ------------------------- | -------- |
| 1 | Pablo Castrillo | Espagne         | Equipo Kern Pharma        | 10 s     |
| 2 | Max Poole       | Grande-Bretagne | Team dsm-firmenich PostNL | 6 s      |
| 3 | Marc Soler      | Espagne         | UAE Team Emirates         | 4 s      |

### Prix de la combativité
- Pablo Castrillo (Equipo Kern Pharma)

## Classements à l'issue de l'étape

### Classement général
| \| Classement général \| Classement général \| Classement général \| Classement général \| Classement général \| \| Coureur \| Coureur \| Pays \| Équipe \| Temps \| \| ------------------ \| ------------------ \| ------------------ \| -------------------------- \| ------------------ \| \| 1er \| Ben O'Connor \| Australie \| Decathlon-AG2R La Mondiale \| 47 h 37 min 35 s \| \| 2e \| Primož Roglič \| Slovénie \| Red Bull-Bora-Hansgrohe \| + 3 min 16 s \| \| 3e \| Enric Mas \| Espagne \| Movistar Team \| + 3 min 58 s \| \| 4e \| Richard Carapaz \| Équateur \| EF Education-EasyPost \| + 4 min 10 s \| \| 5e \| Mikel Landa \| Espagne \| Soudal Quick-Step \| + 4 min 40 s \| \| 6e \| Carlos Rodríguez \| Espagne \| Ineos Grenadiers \| + 5 min 23 s \| \| 7e \| Florian Lipowitz \| Allemagne \| Red Bull-Bora-Hansgrohe \| + 5 min 29 s \| \| 8e \| Adam Yates \| Royaume-Uni \| UAE Team Emirates \| + 5 min 30 s \| \| 9e \| Felix Gall \| Autriche \| Decathlon-AG2R La Mondiale \| + 5 min 30 s \| \| 10e \| George Bennett \| Nouvelle-Zélande \| Israel-Premier Tech \| + 5 min 46 s \| |                  |                  |                            |                  |
| |                  |                  |                            |                  |
| Source : ProCyclingStats |                  |                  |                            |                  |
| Classement général |                  |                  |                            |                  |
| Coureur | Coureur          | Pays             | Équipe                     | Temps            |
| 1er | Ben O'Connor     | Australie        | Decathlon-AG2R La Mondiale | 47 h 37 min 35 s |
| 2e | Primož Roglič    | Slovénie         | Red Bull-Bora-Hansgrohe    | + 3 min 16 s     |
| 3e | Enric Mas        | Espagne          | Movistar Team              | + 3 min 58 s     |
| 4e | Richard Carapaz  | Équateur         | EF Education-EasyPost      | + 4 min 10 s     |
| 5e | Mikel Landa      | Espagne          | Soudal Quick-Step          | + 4 min 40 s     |
| 6e | Carlos Rodríguez | Espagne          | Ineos Grenadiers           | + 5 min 23 s     |
| 7e | Florian Lipowitz | Allemagne        | Red Bull-Bora-Hansgrohe    | + 5 min 29 s     |
| 8e | Adam Yates       | Royaume-Uni      | UAE Team Emirates          | + 5 min 30 s     |
| 9e | Felix Gall       | Autriche         | Decathlon-AG2R La Mondiale | + 5 min 30 s     |
| 10e | George Bennett   | Nouvelle-Zélande | Israel-Premier Tech        | + 5 min 46 s     |

| Classement par points | Classement par points | Classement par points | Classement par points      | Classement par points |
| Coureur               | Coureur               | Pays                  | Équipe                     | Points                |
| --------------------- | --------------------- | --------------------- | -------------------------- | --------------------- |
| 1er                   | Wout van Aert         | Belgique              | Team Visma \| Lease a Bike | 243 pts               |
| 2e                    | Kaden Groves          | Australie             | Alpecin-Deceuninck         | 162 pts               |
| 3e                    | Pavel Bittner         | Tchéquie              | Team dsm-firmenich PostNL  | 81 pts                |
| 4e                    | Harold Tejada         | Colombie              | Astana Qazaqstan Team      | 80 pts                |
| 5e                    | Pablo Castrillo       | Espagne               | Equipo Kern Pharma         | 73 pts                |
| 6e                    | Ben O'Connor          | Australie             | Decathlon-AG2R La Mondiale | 68 pts                |
| 7e                    | Primož Roglič         | Slovénie              | Red Bull-Bora-Hansgrohe    | 66 pts                |
| 8e                    | Stefan Küng           | Suisse                | Groupama-FDJ               | 59 pts                |
| 9e                    | Jhonatan Narváez      | Équateur              | Ineos Grenadiers           | 57 pts                |
| 10e                   | Mathias Vacek         | Tchéquie              | Lidl-Trek                  | 57 pts                |

| Classement par points | Classement par points | Classement par points | Classement par points      | Classement par points |
| Coureur               | Coureur               | Pays                  | Équipe                     | Points                |
| --------------------- | --------------------- | --------------------- | -------------------------- | --------------------- |
| 1er                   | Wout van Aert         | Belgique              | Team Visma \| Lease a Bike | 243 pts               |
| 2e                    | Kaden Groves          | Australie             | Alpecin-Deceuninck         | 162 pts               |
| 3e                    | Pavel Bittner         | Tchéquie              | Team dsm-firmenich PostNL  | 81 pts                |
| 4e                    | Harold Tejada         | Colombie              | Astana Qazaqstan Team      | 80 pts                |
| 5e                    | Pablo Castrillo       | Espagne               | Equipo Kern Pharma         | 73 pts                |
| 6e                    | Ben O'Connor          | Australie             | Decathlon-AG2R La Mondiale | 68 pts                |
| 7e                    | Primož Roglič         | Slovénie              | Red Bull-Bora-Hansgrohe    | 66 pts                |
| 8e                    | Stefan Küng           | Suisse                | Groupama-FDJ               | 59 pts                |
| 9e                    | Jhonatan Narváez      | Équateur              | Ineos Grenadiers           | 57 pts                |
| 10e                   | Mathias Vacek         | Tchéquie              | Lidl-Trek                  | 57 pts                |

| Classement de la montagne | Classement de la montagne | Classement de la montagne | Classement de la montagne  | Classement de la montagne |
| Coureur                   | Coureur                   | Pays                      | Équipe                     | Points                    |
| ------------------------- | ------------------------- | ------------------------- | -------------------------- | ------------------------- |
| 1er                       | Adam Yates                | Royaume-Uni               | UAE Team Emirates          | 22 pts                    |
| 2e                        | Wout van Aert             | Belgique                  | Team Visma \| Lease a Bike | 22 pts                    |
| 3e                        | Primož Roglič             | Slovénie                  | Red Bull-Bora-Hansgrohe    | 18 pts                    |
| 4e                        | David Gaudu               | France                    | Groupama-FDJ               | 18 pts                    |
| 5e                        | Jay Vine                  | Australie                 | UAE Team Emirates          | 17 pts                    |
| 6e                        | Sylvain Moniquet          | Belgique                  | Lotto Dstny                | 16 pts                    |
| 7e                        | Marc Soler                | Espagne                   | UAE Team Emirates          | 16 pts                    |
| 8e                        | Marco Frigo               | Italie                    | Israel-Premier Tech        | 14 pts                    |
| 9e                        | Pablo Castrillo           | Espagne                   | Equipo Kern Pharma         | 13 pts                    |
| 10e                       | Filippo Zana              | Italie                    | Team Jayco AlUla           | 11 pts                    |

| Classement de la montagne | Classement de la montagne | Classement de la montagne | Classement de la montagne  | Classement de la montagne |
| Coureur                   | Coureur                   | Pays                      | Équipe                     | Points                    |
| ------------------------- | ------------------------- | ------------------------- | -------------------------- | ------------------------- |
| 1er                       | Adam Yates                | Royaume-Uni               | UAE Team Emirates          | 22 pts                    |
| 2e                        | Wout van Aert             | Belgique                  | Team Visma \| Lease a Bike | 22 pts                    |
| 3e                        | Primož Roglič             | Slovénie                  | Red Bull-Bora-Hansgrohe    | 18 pts                    |
| 4e                        | David Gaudu               | France                    | Groupama-FDJ               | 18 pts                    |
| 5e                        | Jay Vine                  | Australie                 | UAE Team Emirates          | 17 pts                    |
| 6e                        | Sylvain Moniquet          | Belgique                  | Lotto Dstny                | 16 pts                    |
| 7e                        | Marc Soler                | Espagne                   | UAE Team Emirates          | 16 pts                    |
| 8e                        | Marco Frigo               | Italie                    | Israel-Premier Tech        | 14 pts                    |
| 9e                        | Pablo Castrillo           | Espagne                   | Equipo Kern Pharma         | 13 pts                    |
| 10e                       | Filippo Zana              | Italie                    | Team Jayco AlUla           | 11 pts                    |

| Classement du meilleur jeune | Classement du meilleur jeune | Classement du meilleur jeune | Classement du meilleur jeune | Classement du meilleur jeune |
| Coureur                      | Coureur                      | Pays                         | Équipe                       | Temps                        |
| ---------------------------- | ---------------------------- | ---------------------------- | ---------------------------- | ---------------------------- |
| 1er                          | Carlos Rodríguez             | Espagne                      | Ineos Grenadiers             | 47 h 42 min 58 s             |
| 2e                           | Florian Lipowitz             | Allemagne                    | Red Bull-Bora-Hansgrohe      | + 6 s                        |
| 3e                           | Mattias Skjelmose            | Danemark                     | Lidl-Trek                    | + 1 min 18 s                 |
| 4e                           | Matthew Riccitello           | États-Unis                   | Israel-Premier Tech          | + 33 min 19 s                |
| 5e                           | Max Poole                    | Royaume-Uni                  | Team dsm-firmenich PostNL    | + 35 min 17 s                |
| 6e                           | Isaac Del Toro               | Mexique                      | UAE Team Emirates            | + 40 min 32 s                |
| 7e                           | Mauri Vansevenant            | Belgique                     | Soudal Quick-Step            | + 42 min 08 s                |
| 8e                           | Giovanni Aleotti             | Italie                       | Red Bull-Bora-Hansgrohe      | + 53 min 30 s                |
| 9e                           | Cian Uijtdebroeks            | Belgique                     | Team Visma \| Lease a Bike   | + 1 h 01 min 28 s            |
| 10e                          | Valentin Paret-Peintre       | France                       | Decathlon-AG2R La Mondiale   | + 1 h 02 min 16 s            |

| Classement du meilleur jeune | Classement du meilleur jeune | Classement du meilleur jeune | Classement du meilleur jeune | Classement du meilleur jeune |
| Coureur                      | Coureur                      | Pays                         | Équipe                       | Temps                        |
| ---------------------------- | ---------------------------- | ---------------------------- | ---------------------------- | ---------------------------- |
| 1er                          | Carlos Rodríguez             | Espagne                      | Ineos Grenadiers             | 47 h 42 min 58 s             |
| 2e                           | Florian Lipowitz             | Allemagne                    | Red Bull-Bora-Hansgrohe      | + 6 s                        |
| 3e                           | Mattias Skjelmose            | Danemark                     | Lidl-Trek                    | + 1 min 18 s                 |
| 4e                           | Matthew Riccitello           | États-Unis                   | Israel-Premier Tech          | + 33 min 19 s                |
| 5e                           | Max Poole                    | Royaume-Uni                  | Team dsm-firmenich PostNL    | + 35 min 17 s                |
| 6e                           | Isaac Del Toro               | Mexique                      | UAE Team Emirates            | + 40 min 32 s                |
| 7e                           | Mauri Vansevenant            | Belgique                     | Soudal Quick-Step            | + 42 min 08 s                |
| 8e                           | Giovanni Aleotti             | Italie                       | Red Bull-Bora-Hansgrohe      | + 53 min 30 s                |
| 9e                           | Cian Uijtdebroeks            | Belgique                     | Team Visma \| Lease a Bike   | + 1 h 01 min 28 s            |
| 10e                          | Valentin Paret-Peintre       | France                       | Decathlon-AG2R La Mondiale   | + 1 h 02 min 16 s            |

| Classement par équipes | Classement par équipes     | Classement par équipes | Classement par équipes |
| Équipe                 | Équipe                     | Pays                   | Temps                  |
| ---------------------- | -------------------------- | ---------------------- | ---------------------- |
| 1re                    | UAE Team Emirates          | Émirats arabes unis    | 142 h 53 min 04 s      |
| 2e                     | Red Bull-Bora-Hansgrohe    | Allemagne              | + 19 min 24 s          |
| 3e                     | Decathlon-AG2R La Mondiale | France                 | + 20 min 24 s          |
| 4e                     | Groupama-FDJ               | France                 | + 38 min 24 s          |
| 5e                     | Ineos Grenadiers           | Royaume-Uni            | + 41 min 46 s          |
| 6e                     | Team Visma \| Lease a Bike | Pays-Bas               | + 52 min 09 s          |
| 7e                     | Israel-Premier Tech        | Israël                 | + 55 min 42 s          |
| 8e                     | Lidl-Trek                  | États-Unis             | + 58 min 10 s          |
| 9e                     | Soudal Quick-Step          | Belgique               | + 1 h 00 min 19 s      |
| 10e                    | Movistar Team              | Espagne                | + 1 h 13 min 23 s      |

| Classement par équipes | Classement par équipes     | Classement par équipes | Classement par équipes |
| Équipe                 | Équipe                     | Pays                   | Temps                  |
| ---------------------- | -------------------------- | ---------------------- | ---------------------- |
| 1re                    | UAE Team Emirates          | Émirats arabes unis    | 142 h 53 min 04 s      |
| 2e                     | Red Bull-Bora-Hansgrohe    | Allemagne              | + 19 min 24 s          |
| 3e                     | Decathlon-AG2R La Mondiale | France                 | + 20 min 24 s          |
| 4e                     | Groupama-FDJ               | France                 | + 38 min 24 s          |
| 5e                     | Ineos Grenadiers           | Royaume-Uni            | + 41 min 46 s          |
| 6e                     | Team Visma \| Lease a Bike | Pays-Bas               | + 52 min 09 s          |
| 7e                     | Israel-Premier Tech        | Israël                 | + 55 min 42 s          |
| 8e                     | Lidl-Trek                  | États-Unis             | + 58 min 10 s          |
| 9e                     | Soudal Quick-Step          | Belgique               | + 1 h 00 min 19 s      |
| 10e                    | Movistar Team              | Espagne                | + 1 h 13 min 23 s      |

### Sanctions au classement UCI
|  |

| Coureur        | Pays   | Équipe              | Points      |
| -------------- | ------ | ------------------- | ----------- |
| Nadav Raisberg | Israël | Israel-Premier Tech | - 25 points |

## Abandons
Deux coureurs ont abandonné au cours de l'étape : 
- Lennert Van Eetvelt (Lotto Dstrny) : non-partant
- Kevin Geniets (Groupama-FDJ) : abandon